# Eren Keskin
Eren Keskin (Bursa, 24 d'abril de 1959) és una advocada i activista de drets humans turca d'ascendència kurda. És vicepresidenta de l'Associació de Drets Humans turca (İHD) i ex-presidenta de la delegació d'Istanbul. Fou cofundadora del projecte "Ajuda legal per a dones violades o abusades per les Forces de seguretat nacionals”, per a exposar els abusos que patien les dones en presons turques. Fou arrestada, empresonada i objecte de nombrós litigis amb relació a les seves activitats en favor dels drets humans.
L'any 1995 fou empresonada per les seves activitats i adoptada per Amnistia Internacional com a presonera de consciència. L'any 2002 fou acusada per la Seguretat Estatal de Turquia d'"ajudar i instigar" el PKK per haver defensat l'ús de la llengua materna dels kurds a Turquia. El març de 2006, un tribunal turc la sentencià a presó durant 10 mesos per haver insultat a l'exèrcit turc. La condemna fou convalidada a una multa de 6000 noves lires turques, la qual rebutjà a pagar. Entre 2013 i 2016 fou editora en cap del diari Özgür Gündem per la que fou condemnada a un total de 7 anys i 6 mesos. El març de 2018 fou sentenciada a 5 anys i 3 mesos de presó per haver insultat al president i uns altres 2 anys i 3 mesos per haver "degradat la turquietat, la República, les institucions i els òrgans de l'Estat", segons l'article 301 del Codi Penal turc.

## Premis
L'any 2004 rebé el premi Aachen de la Pau "pels seus esforços coratjosos i activitats pels drets humans". L'any 2005 li fou atorgat Premi Theodor Haecker al Valor Cívic i Integritat Política. L'any 2018 rebé el Premi de la Societat Civil d'Helsinki, del Netherlands Helsinki Committee, per la seva feina basada en i en contribució al llegat dels Principis d'Helsinki.